# باغ کاظم فیلوندی
باغ کاظم فیلوندی یک منطقهٔ مسکونی در ایران است که در دهستان هنگام (قیر و کارزین) واقع شده‌است. باغ کاظم فیلوندی ۳۱ نفر جمعیت دارد.